# 三佛齊航空182號班機空難
三佛齊航空182號班機空难發生於2021年1月9日，一架隸屬於三佛齊航空的波音737-524飞机自印尼雅加達蘇加諾-哈達國際機場起飛，計劃飛往印尼坤甸蘇巴迪奧國際機場。起飛四分鐘后客機失聯，官方消息稱班机在機場以北19 km（12 mi）的千岛群岛拉基島附近坠入爪哇海中。
客機載有62人，均爲印度尼西亞公民。。2021年1月21日，印尼当局停止了对幸存者的搜救工作，机上62人已被认定全部遇难。至少58位遇难者的身份已被警方确认，其中包括班机机长。2022年11月，负责调查的印尼运输安全委员会发布了最终调查报告，其中指出机械故障和人为疏失共同造成了这起事故的发生。

## 失事飛機
失事飛機型號為波音737-524，註冊編號為。1994年客機出厂被交付於美国大陆航空，當時其注冊號為，并于同年5月13日首次飛行。曾于2008年加装了翼尖小翼。2010年，美國大陸航空與美联航合并，客機獲轉移至美聯航旗下運營。2012年5月15日，三佛齐航空買下涉事客機，此客機亦爲三佛齊航空同年接收的15架波音737-500中的首架。事發時飛機機齡27年。该机搭载兩具引擎，飛機名稱為（印尼语“象征”、“印象”之意）。

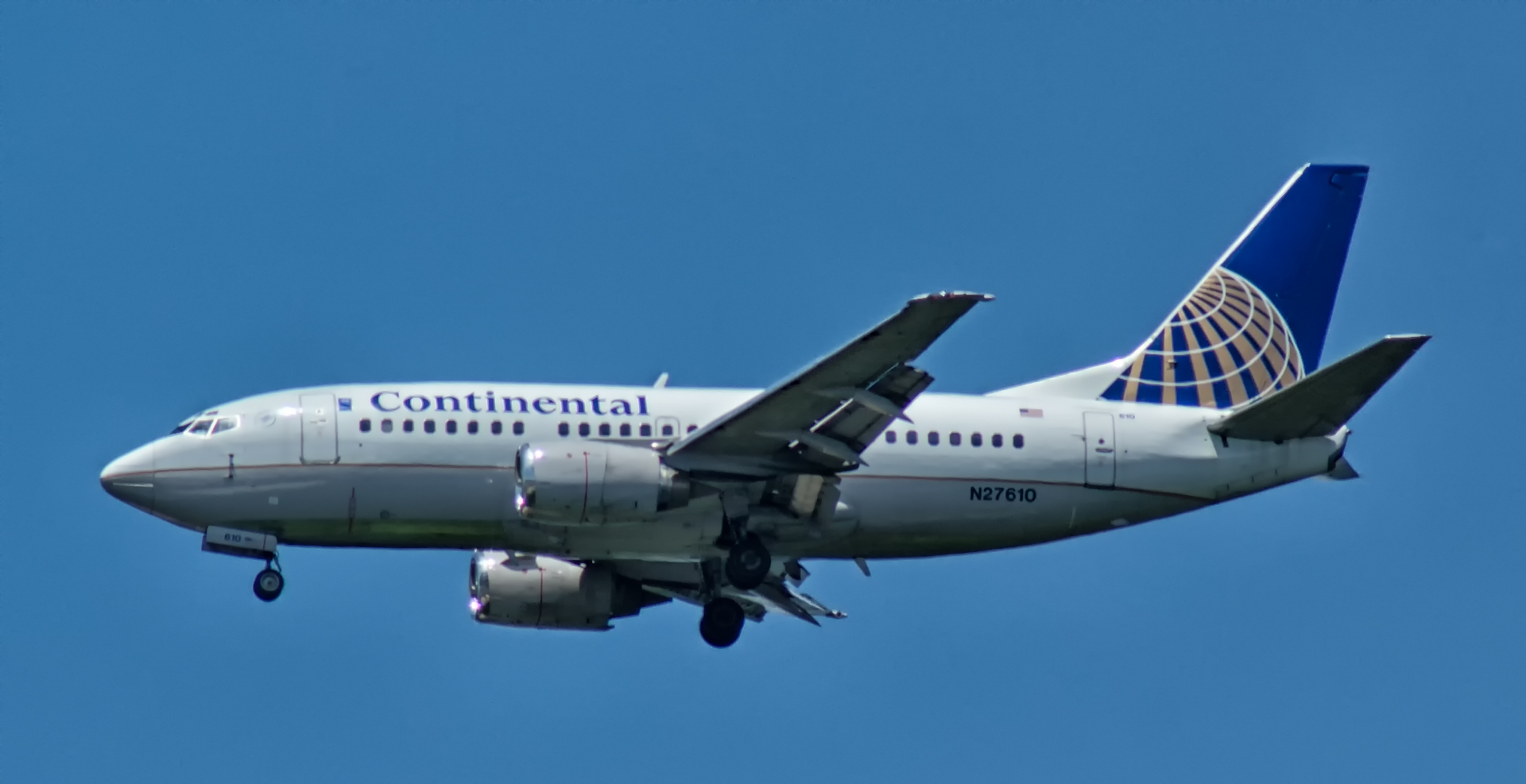
失事飛機曾由美國大陸航空運營，攝於2008年。

2019冠状病毒病大流行期间，该机曾长时间停飞，并在通过检测后，于2020年12月下旬复飞。

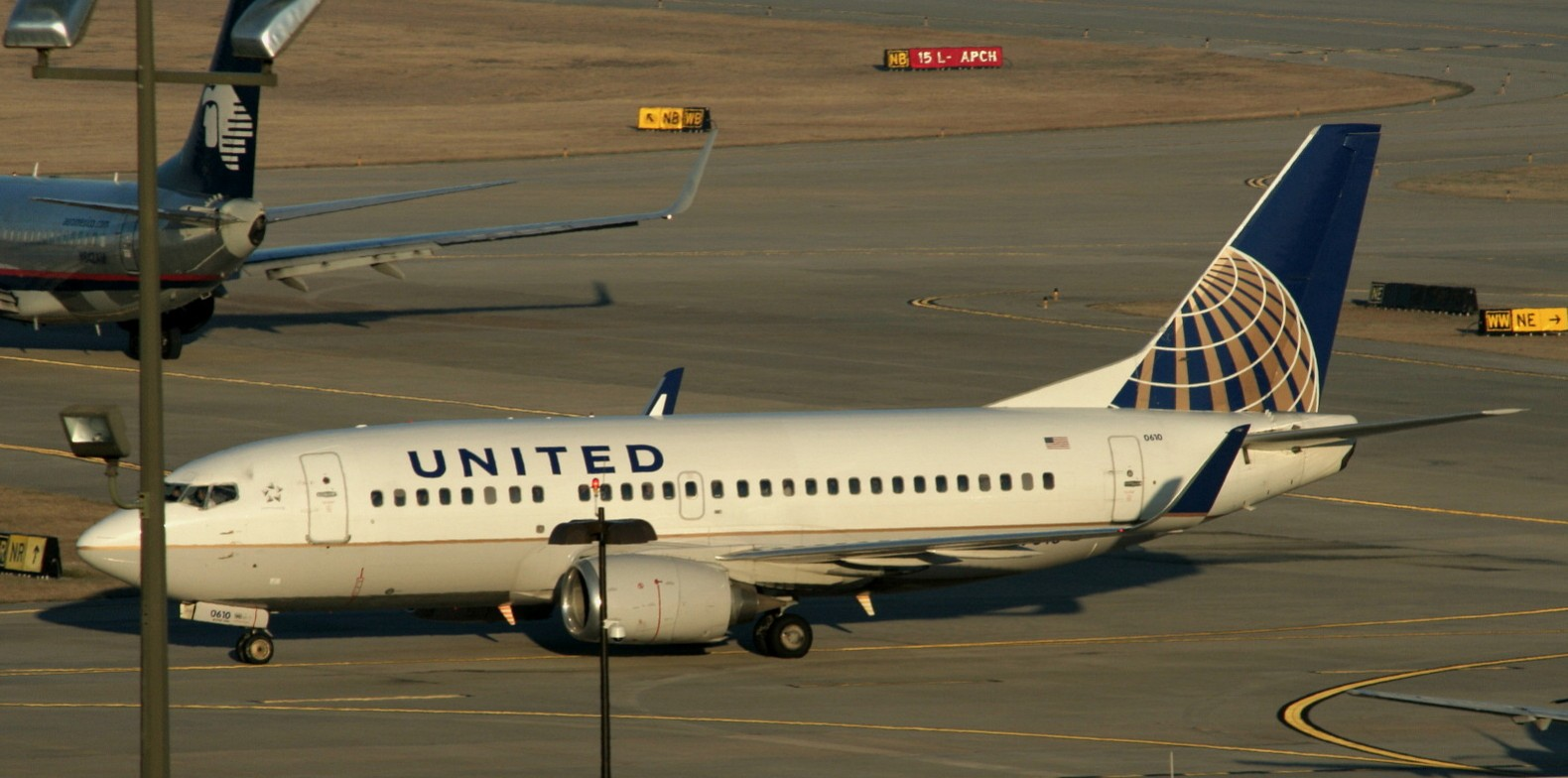
失事飛機曾由美國聯合航空運營，攝於2011年。

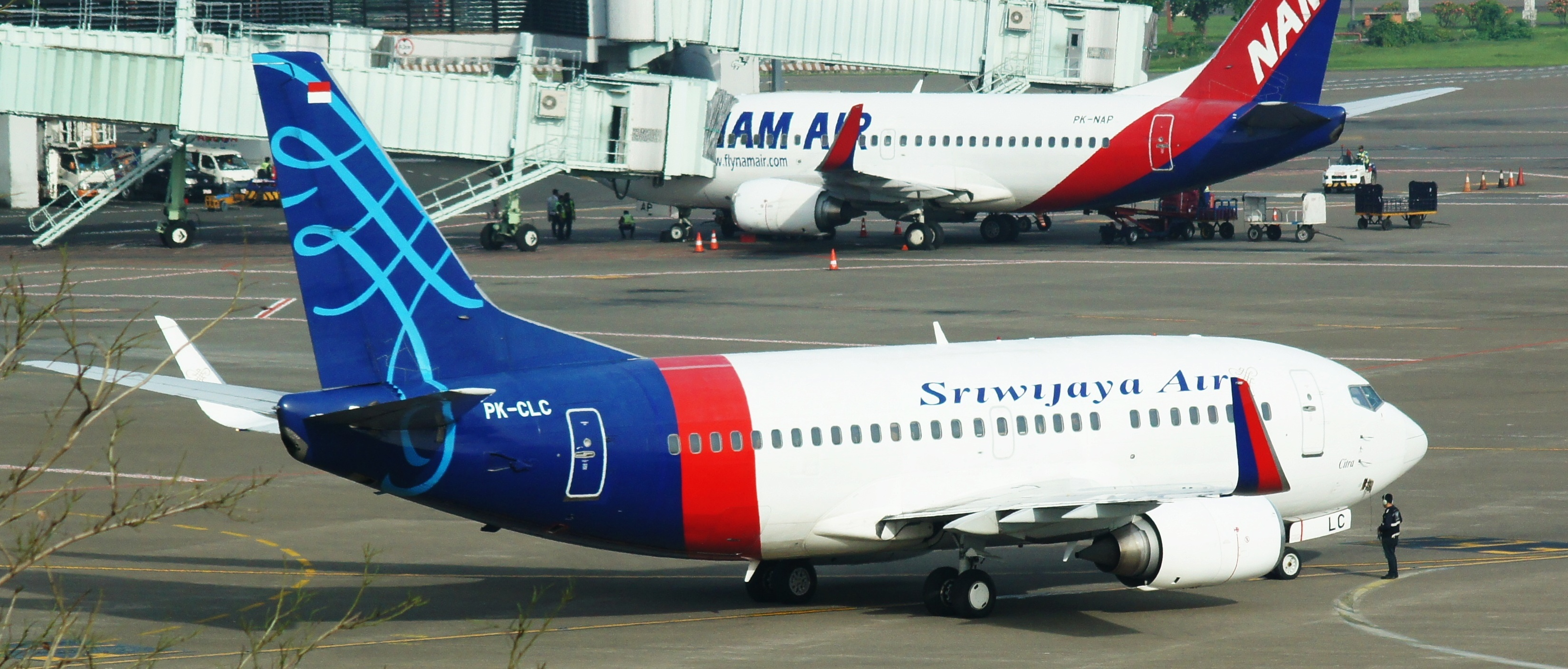
涉事客機，攝於2017年12月。
之後曾更換塗裝。

## 事故经过
当日天气有雷雨。182號航班原定于印度尼西亚西部时间下午1時25分从蘇加諾-哈達國際機場起飞，预计下午3時正抵達蘇巴迪奧國際機場。在航站楼完成后推后，客機于下午2時36分在跑道起飞，延误超過一个小时，预计到达时间也因此延后至下午3時50分。

事故客机的高度与速度图像

事故客机的飞行路径

离陆后，飞机得到升至29,000英尺（8,800米）高度的许可，正爬升至13,000英尺（4,000米）時突然右轉並下墜。航空管制員發現異樣后要求機師回報狀況，未果。系統的飛行數據顯示，下午2時40分飛機處於爬升階段時，突然從10,900英尺（3,300米）急速下墜至7,650英尺（2,330米）。則稱起飛後四分鐘，客機在少於一分鐘内就急劇下墜約10,000英尺（3,000米）。數據也顯示客機在下午2時40分08秒至14秒這六秒鐘之間下墜1,755英尺（535米），之後的兩秒鐘下墜825英尺（251米），接下來的四秒鐘再墜落2,725英尺（831米），并在航程的最後七秒鐘内急速下降5,150英尺（1,570米）。可能由于滞空重力及飞机自身动力的变化，此类因素相互作用的结果，客機急墜期間曾急劇變速，數秒鐘之内進行了加速及減速。
下午2時40分27秒，Flightradar24最後一次錄得客機數據，當時其飛行高度為250英尺（76米），隨後客機失去信号，當時其垂直速度达每分鐘-30,720英尺。182號航班最後一次與航空管制員聯係為下午2時40分。客機被證實墜毀於蘇加諾-哈達國際機場以北19 km（12 mi）處的爪哇海，墜毀位置位於拉基島附近。航空管制員稱飛機在整段航程中從未發出過如或的求救信號。印尼交通运输部官員也稱飛機偏离既定航线，由本来的东北方向转向西北方向。

## 机组与乘客
班机载有62人，以及行李貨物500（1,100磅）。包括50名乘客（40名成人，7名儿童，3名婴儿）和12名機組人員，均爲印度尼西亞公民。印尼华文媒体《国际日报》指航班乘客多为华人。印尼政黨人民良心黨成员、印尼伊斯兰大学生协会前主席穆利亚迪亦是乘客之一。受2019冠状病毒病的影响，乘坐飞机的成本又附加上检测费用超出一般家庭的负担能力，致使一些原本计划搭乘该趟航班的旅客转而选择了其他费用较低的旅行方式。
12名機組人員中只有六人執飛該航班，另外六名機組人員則隨行。机长阿夫萬·占扎米（Afwan Zamzami）曾是印尼空军飞行员，副機師則爲2013年加入三佛齐航空的迪耶戈·马穆伊特（Diego Mamahit），两人有丰富飞行经验，其余四人则是空中乘务员 。随行的六名机组成员与部分乘客来自早先抵达苏加诺国际机场并进港停泊的楠航空班机。

## 事故调查
参与救援与搜寻工作的印尼国家搜索救助局立即将这起事故报告至印尼运输安全委员会（KNKT），委员会派出搜救船进行搜救支援。这艘船也参与过2018年狮航610班机空难和2014年印尼亚航8501班机空难的搜救。1月10日宣布开始搜寻飞行数据记录器和驾驶舱通话记录器（黑匣子）。随后因爲墜毀的波音客機是由美國製造，作为客机制造国的美国国家运输安全委员会表明将加入搜寻。1月12日，搜救人員將發現的飞行数据记录器打撈上岸，同时发现的还有一个分离的原本连至驾驶舱通话记录器的，这预示失事客机的另一个记录器也在附近海域。搜寻人员表示，驾驶舱通话记录器记录数据的记忆单元已从外壳脱落，因此极有可能已陷入海床2-3米深，寻获的难度也随之变大。2021年3月31日，印尼当局使用耙吸式挖泥船成功打捞驾驶舱通话记录器，并将记录器送入实验室进行解读。
三佛齊航空的总经理杰斐逊（Jefferson Jauwena）确认，起飞前飞机保养完好，性能正常，印尼交通运输部也证实了这种说法。杰斐逊也表示，超过25年的机龄导致飞机耐空性下降可能是事故的一个原因，而早前美国联邦航空管理局已对波音737–500系飞机的操作者发布了针对该型飞机左发动机短舱部件金属疲劳情况的适航指令。他并指出飞机起飞前的延误不是因为机械故障，而是由于天气的影响。KNKT表示将与印尼气象、气候和地球物理局（BMKG）一同查明飞机在事故发生时遭遇的天气情况。
BMKG处的数据显示飞机可能遭遇湍流，飞机起飞过程中，降雨量为中至大雨并有雷，苏加诺-哈达国际机场上空周围有15 km（9.3 mi）厚的积雨云，云顶气温为−70 °C（−94 °F），能见度据报告为2 km（1.2 mi）。印尼国家航空航天研究所（LAPAN）的观测数据则显示尽管天气状况较恶劣，但尚未达到极端的程度。在飞机起飞前稍早的11时正，爪哇海附近曾有一个中尺度对流系形成，但至起飞时该对流系已消散。
对于飞机受疫情影响的长期停飞，一位印尼航空专家表示在2020年3月23日至10月23日，飞机入库进行了检修养护，因此有着良好的维护记录。而另有专家质疑指，飞机的长时停放可能造成设备长期不运转，进而加剧机械结构问题的恶化。
由于飞机自起飞至失事经历的时间仅有数分钟，对空难原因的准确判断将极大依赖于飞行数据记录器和驾驶舱通话记录器的记录。KNKT一位调查员表示，有鉴飞机残骸在水域中的分布十分密集，可以初步推断飞机未在半空中发生炸裂，而是在撞击水面后才解体。KNKT在深入分析后表示，综合Flightradar24数据和打捞出的机体发动机基盘和扇叶的形态来看，已能坐实前述推测，且可进一步推断飞机即使受到影响，在250英尺（76米）高度处仍留有运动能力
。对飞行数据记录器中存有数据的分析显示，飞机的两具引擎在坠海时仍在继续运转。
2021年2月10日，KNKT发布了关于这起空难的初步报告，报告提到飞机引擎在运转中推力失衡，导致机体急转，最终坠入海洋。
2022年11月，印尼运输安全委员会发布了最终调查报告。报告里指出飞机在爬升过程中，自动驾驶仪的方向控制模式从水平导航（LNAV）改为航向选择模式（HDG SEL）后将垂直控制改为垂直速度（Pitch V/S）和MCP速度模式。这些模式切换需要减少的发动机推力。飞行数据记录器记录到左油门杆向后移动，导致左发动机推力下降，但但右发动机推力仍保持在爬升功率，导致推力不对称的情况出现。调查的结论为自动油门（A/T）系统指令因机械系统卡壳导致无法移动右油门杆。维修记录显示，自2013年以来共有65次关于自动油门的故障被报告，但故障并没有修复，在此次班机中仍然存在。巡航推力分离监控系统（CTSM）延迟解除自动油门，导致推力不对称加剧。调查认为，CTSM延迟是由于是由于扰流板信号值的错误。随着推力不对称性增加，飞机向左倾斜，而不是按计划右转。飞机开始进入俯冲状态后，飞行员无法改出后坠毁。

## 影响
对于波音公司来说，这起空难的时间点相当敏感。在737MAX因系统问题发生的两起严重空难（狮子航空610号班机空难和埃塞俄比亚航空302号班机空难）而停飞将近2年后，才于2020年12月29日继南美洲之后重新在重要市场美国投入商用，标志着该型客机正常化运作的开始。而这起空难将不免再次引起公众质疑，但是失事波音737-524客机并未搭载与737MAX相同的系统，且已安全服役27年，因此波音公司的产品设计并不可能是导致空难的关键因素。波音公司也与引擎制造商通用电气一同参与了失事客机的搜救行动，并对空难的发生表示了慰问。
作为世界上最大的群岛国家，航空在印尼国内交通中占据重要位置。得益于庞大的人口与近年的经济增长刺激下产生的大量需求，印尼国内廉航产业迎来空前繁荣，但是其安全性也因一系列事件备受质疑，且拥有比较糟糕的过往安全记录。印尼因其“未解决的安全疑虑”及未达国际安全标准而于2007年被列入欧盟的航空黑名单，虽然随着问题的改善欧盟已于2018年将其从中完全移除，但是仍留有许多问题亟待解决，诸如恶性价格竞争和监管的缺失等。继亚航和狮航的两起空难后，三佛齐航空班机的失事已是印尼在6年中的第三起民航领域的重大事故，印尼政府也因此面临改善航空监管评估的更大压力。印尼交通运输部已下达指示，要求各航班检查与失事客机同系列的老旧机型。